# Dominik Ridolfino
Dominik Ridolfino (ur. 1533, zm. 1584) – włoski inżynier, pułkownik artylerii, pełniący służbę w siłach I Rzeczypospolitej za czasów panowania króla Stefana Batorego.
Do Polski przybył w 1580 jako doświadczony już specjalista na zaproszenie króla, który zamierzał dostosować przestarzałą artylerię do poziomu tej formacji w krajach zachodnioeuropejskich. Brał udział w walkach na północno-wschodnich krańcach kraju. W czasie wojny z Carstwem Rosyjskim przy oblężeniu Wieliża zastosował pociski zapalające, bardzo skuteczne wobec drewnianych zabudowań. Sławę zdobył podczas oblężenia twierdzy w Wielkich Łukach. W zdobyciu tego silnego punktu oporu polskim hufcom walnie dopomogła eksplozja magazynów prochowych, będąca efektem pożaru wznieconego przez ostrzał polskich armat. Był z rozkazu króla inspektorem fortec w jego ojczystym księstwie siedmiogrodzkim, jak również nowo mianowanym administratorem twierdz w Inflantach przejętych przez siły polskie. Ostatnie lata życia spędził w zamku Waradyn w Siedmiogrodzie jako główny inżynier warowni.
Zdaniem Ryszarda Henryka Bochenka Ridolfino przyczynił się w bardzo dużym stopniu do rozwoju militarnej sztuki inżynieryjnej i artyleryjskiej w XVI-wiecznej Polsce.